# Strzakły
Strzakły [pronunciación en polaco: /ˈstʂakwɨ/] es un pueblo ubicado en el distrito administrativo de Gmina Międzyrzec Podlaski, dentro del Distrito de Biała Podlaska, Voivodato de Lublin, en Polonia oriental. Se encuentra aproximadamente a 13 kilómetros al oeste de Międzyrzec Podlaski, a 37 kilómetros al oeste de Białun Podlaska, y a 80 kilómetros al norte de la capital regional Lublin.